# Marta Torrejón

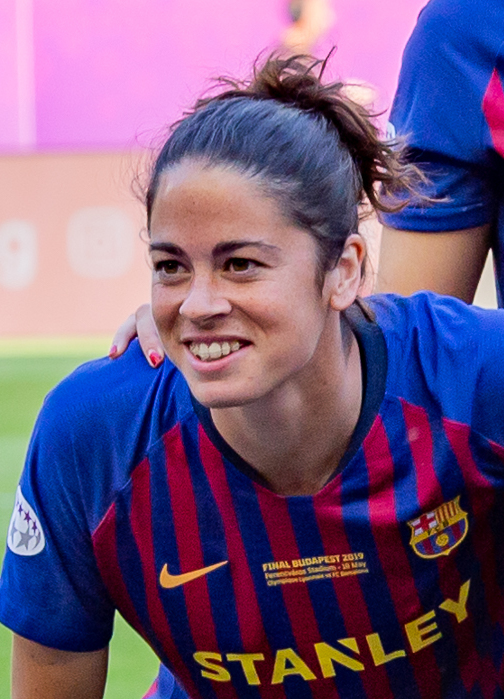
Marta Torrejón im Jahr 2019

Marta Torrejón Moya (* 27. Februar 1990 in Mataró) ist eine spanische Fußballspielerin. Die Abwehrspielerin gehört seit 2013 der Frauenmannschaft des FC Barcelona an. Sie war bis zu ihrem Rücktritt im Jahr 2019 Spielführerin der A-Nationalmannschaft.

## Karriere

### Nachwuchs
Torrejón begann mit dem Fußballspielen in der damaligen Schulmannschaft in ihrer Heimatstadt Mataró. 2001 wechselte sie in die Jugend von Espanyol Barcelona, für den sie später bereits mit 14 Jahren im Erwachsenenbereich debütierte.

### Espanyol Barcelona
Ab der Saison 2004/05 war Torrejón Teil der Kampfmannschaft. 2006 gewann sie mit dem Klub das Double aus spanischer Meisterschaft in der Superliga Femenina und Copa de la Reina. Im Pokalfinale 2011 stand sie für Espanyol in der Startelf, das Spiel konnte jedoch der Stadtrivale FC Barcelona in der Nachspielzeit für sich entscheiden.
2009, 2010 und 2013 folgten weitere Pokalsiege.

### FC Barcelona
Im Sommer 2013 wechselte Torrejón im Alter von 23 Jahren zur Frauenmannschaft des FC Barcelona. In der Saison 2016/17 erreicht der Klub zum ersten Mal das Halbfinale der UEFA Women’s Champions League. Torrejón stand im Hin- und Rückspiel gegen Paris Saint Germain von Beginn an auf dem Platz. Die Katalaninnen verloren jedoch beide Partien mit einem Gesamtergebnis von 5:1.

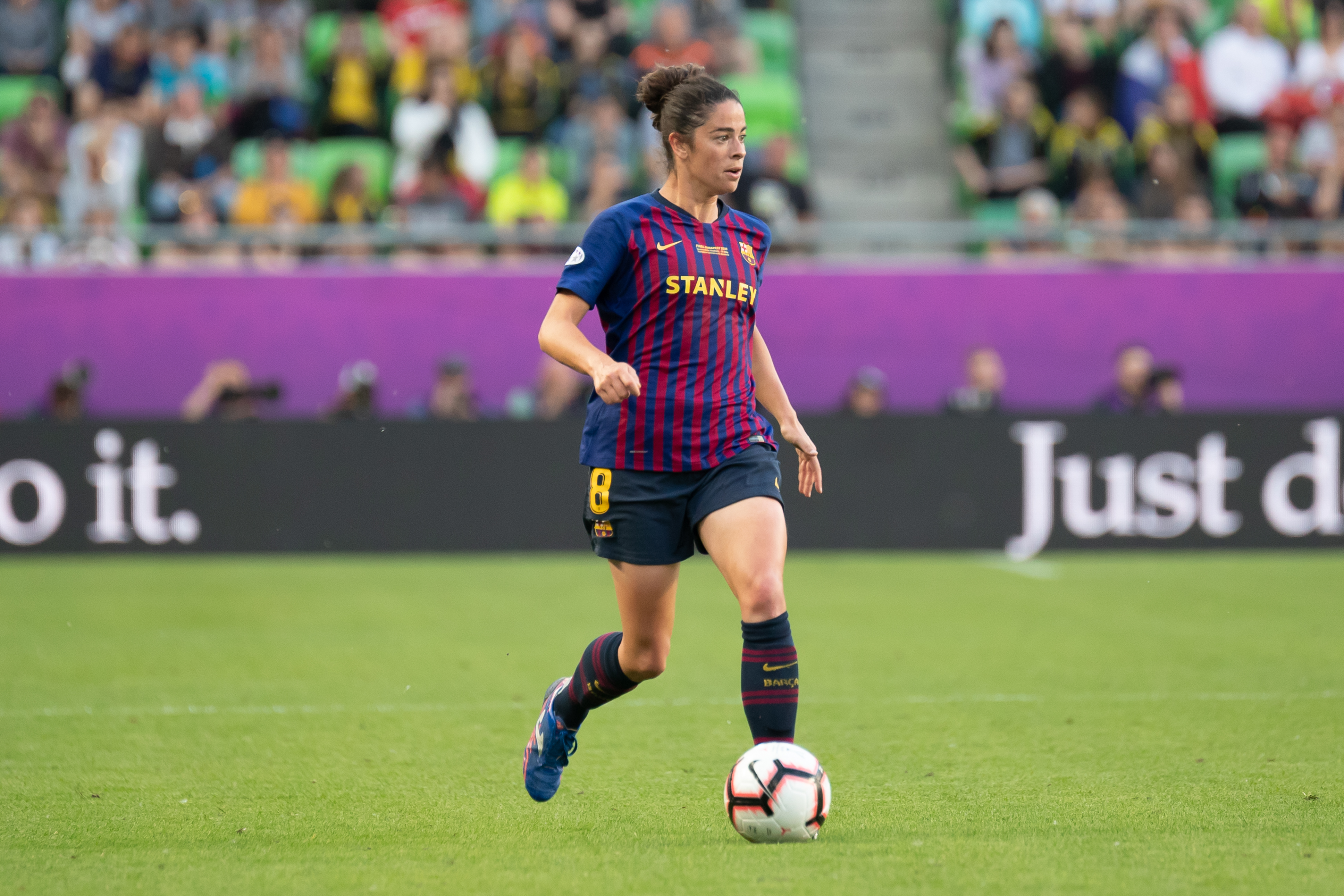
Torrejón im UEFA Women’s Champions League Finale (2019)

Zwei Jahre später gelang dem Klub in der Saison 2018/19 der erstmalige Einzug ins Finale der UEFA Women’s Champions League. Torrejón war weiterhin gesetzt und stand in Budapest am 18. Mai 2019 in der Startelf. Rekordsieger Olympique Lyonnais gewann das Finalspiel mit 4:1.
In der Saison 2020/21 spielte Torrejón in beiden Spielen der ersten Ausgabe der Supercopa Femenina. Im Finale gegen Real Sociedad erzielte sie vier von Barcelonas zehn Toren und wurde zur Spielerin des Spiels ernannt.
Am 16. Mai 2021 stand der FC Barcelona erneut im Finale der UEFA Women’s Champions League. Das Endspiel wurde im schwedischen Göteborg ausgetragen, aufgrund der COVID-19-Pandemie wurden aber keine Zuschauer zugelassen. Mit einem 4:0-Sieg über den FC Chelsea gewann der FC Barcelona zum ersten Mal in der Klubgeschichte die UEFA Women’s Champions League. Torrejón wurde in der 82. Minute ausgewechselt.
Am 9. März 2022 wurde Torrejóns Vertrag bis 30. Juni 2024 verlängert. Nach fast zehn Jahren im Klub ist sie mit über 300 Spielen eine der Spielerinnen mit den meisten Spieleinsätzen der Frauenmannschaft vom FC Barcelona.

### Nationalmannschaft
Nachdem Torrejón bereits Juniorennationalspielerin gewesen war, debütierte sie im November 2007 in der spanischen A-Nationalmannschaft. Mit dieser nahm sie an der Europameisterschaft 2013 in Schweden teil und erreichte das Viertelfinale. Sie kam dabei in allen vier Endrundenspielen zum Einsatz.
Bei der FIFA Weltmeisterschaft 2015 in Kanada war sie erneut fester Bestandteil der spanischen Nationalelf. Das Team schied nach zwei Unentschieden und einer Niederlage bereits in der Gruppenphase aus.
Vier Jahre später bestritt sie zwei Gruppenspiele bei der FIFA Weltmeisterschaft 2019 in Frankreich. Nach dem Ausscheiden im Achtelfinale gegen die USA gab Torrejón ihren Rücktritt von der Nationalmannschaft bekannt. Ihr letztes Spiel für Spanien war somit das Gruppenspiel gegen Deutschland am 12. Juni 2019.
Zum Zeitpunkt ihres Rücktritts war sie mit 90 Einsätzen die Rekordspielerin der spanischen Nationalmannschaft, wurde jedoch im Oktober 2021 von Alexia Putellas überholt.

## Sonstiges
Ihr Bruder Marc Torrejón war ebenfalls Fußballspieler und war in seiner Karriere in Spanien und Deutschland aktiv.